# Junín (region)
 Ikke at forveksle med Junín (Argentina).
Junín er en af de 25 regioner i Peru, beliggende i den centrale del af landet og med Huancayo som hovedby.
11°29′S 74°59′V / 11.48°S 74.98°V